# Poma 2000

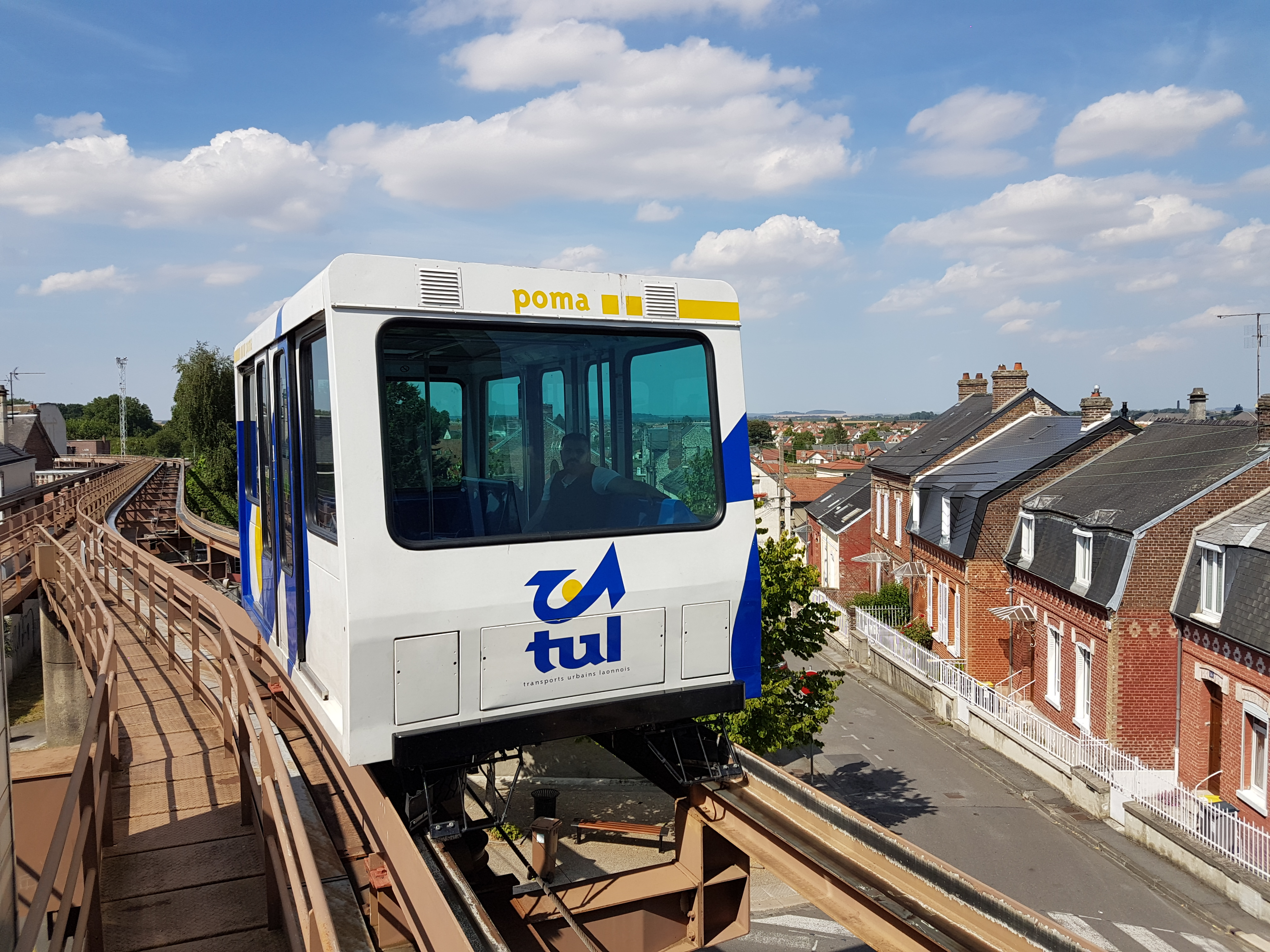
Poma 2000

Poma 2000 byl dopravní prostředek na pomezí lanové tramvaje a gumokolového metra v Laonu. Provoz byl zahájen 4. února 1989 a ukončen 27. srpna 2016. Trať byla dlouhá 1,5 km, maximální sklon měla 13 % a převýšení bylo 100 metrů. Trať vedla mezi vlakovým nádražím a radnicí.  

## Historie
Vozidla dodala v roce 1988 společnost CDF. Systém byl otevřen v roce 1989 a nahradil původní tramvajovou trať (1899–1971). Na trati byly tři stanice a vozy jezdily na gumových pneumatikách. Na trati byly čtyři vagony, každý mohl přepravit 33 cestujících při maximální rychlosti 35 km/h. Maximální kapacita byla 900 cestujících za hodinu. Vlaky jezdily 7:00 do 20:00 od pondělí do soboty a v létě každý den. Celá trasa trvala 3,5 minuty.
S odvoláním na náklady za údržbu a zvýšení daní přestala lanová tramvaj dne 27. srpna 2016 jezdit. Místo Pomy 2000 jezdí nyní autobusy, místní však její zrušení kritizují a chtějí ji zpět.

## Trasa

Geograficky přesná mapa trasy